# Kausalmenge

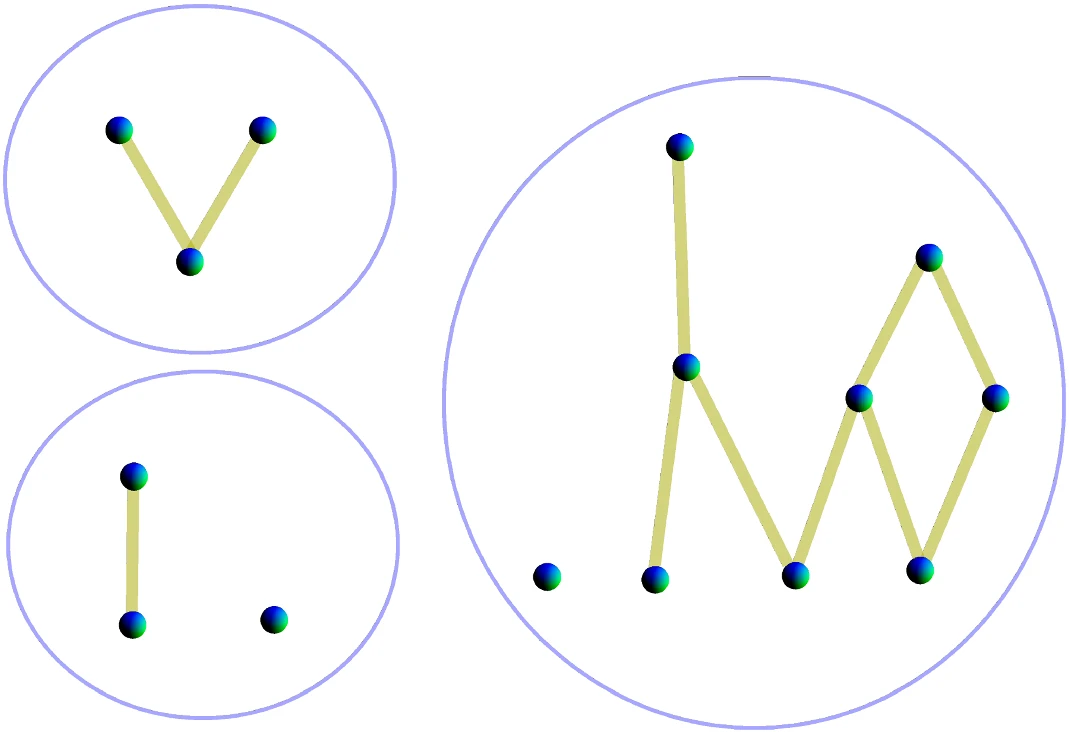
Einfache Kausalmengen mit endlicher Kardinalität. In diesen Hasse-Diagrammen einiger Beispiele sind nur die Beziehungen zwischen den nächsten Nachbarn dargestellt. Die übrigen Beziehungen können aus der Transitivität abgeleitet werden.

Eine Kausalmenge (englisch causal set oder kurz causet) ist definiert als eine lokal endliche (finite) Halbordnung (englisch locally finite poset). Eine Kausalmenge ist damit eine Menge {\displaystyle C} versehen mit einem speziellen Typ einer Teilordnungsrelation {\displaystyle \prec } bzw. {\displaystyle \preceq }. Diese Teilordnungsrelation ist durch das spezielle Axiom der lokalen Endlichkeit (Finitheit) gekennzeichnet. Dieses Axiom fordert, dass sich zwischen zwei beliebigen Elementen gemäß der Teilordnungsrelation höchstens endlich viele andere Elemente befinden dürfen. Da es für die Trägermenge {\displaystyle C} als Ganzes keine Einschränkungen bezüglich ihrer Mächtigkeit (Mathematik) gibt, verhält sich eine Kausalmenge nur lokal diskret.
Der Begriff der Kausalmenge ist vom englischen Begriff causal state set, cause set, ‚Ursachenmenge‘ zu unterscheiden. Der Begriff Ursachenmenge wird auch von der effect set, ‚Effektmenge‘ unterschieden und im Englischen manchmal mit dem Terminus causal set bezeichnet.
Die Kausalmengentheorie (englisch causal set theory, CST) ist ein bedeutender Ansatz für eine Theorie der Quantengravitation und beruht auf dem Konzept der Kausalmengen mit zwei zusätzlichen, grundlegenden Annahmen:
- Die physikalische Raumzeit ist kein Kontinuum im Sinn der Physik und damit auch kein Modell eines mathematischen Kontinuums, sondern diskret. Die Raumzeit wird damit als Zusammenfassung diskreter Raumzeitpunkte angenommen. Die Raumzeitpunkte werden auch Ereignisse oder englisch events genannt. Diese Ereignisse werden als Elemente einer Kausalmenge, genauer ihrer Trägermenge {\displaystyle C}, interpretiert.
- Diese Raumzeitereignisse sind durch die genannte lokal endliche Halbordnungsrelation miteinander verbunden. Diese Halbordnungsrelation ergibt ein mathematisches Modell der Kausalitätsbeziehungen zwischen ihnen.[3]

## Geschichte und Motivation
Nach früheren Vorschlägen von Gerard ’t Hooft und Jan Myrheim aus dem Jahr 1978. wurden Kausalmengen 1987 von
Rafael D. Sorkin definiert und von ihm und seinen Mitarbeitern im Hinblick auf ihre physikalische und kosmologische Anwendung untersucht.
Diese Studien basieren auf dem Theorem von Malament (David B. Malament, 1977, s. u.).
Sorkin ist nach wie vor Hauptbefürworter dieses Ansatzes und hat den Slogan „Ordnung + Zahl = Geometrie“ (en. Order + Number = Geometry) geprägt, um diese These zu charakterisieren. Nach dieser Annahme ist die Raumzeit grundsätzlich diskret, während die lokale Lorentzinvarianz erhalten bleibt.
Wird die weiter unten vorgestellte kausale Ordnungsstruktur der Punkte verwendet und wird dann eine hinreichend dichte Menge gleichmäßig verteilter Zufallspunkte in einem hinreichend großen Volumen einer Mannigfaltigkeit verteilt, so kann damit die Raumzeit-Geometrie der Mannigfaltigkeit abgeleitet werden. Die Idee besteht nun darin, den Begriff der Kausalmenge als lokale und diskrete relationale Struktur zu axiomatisieren. Anschließend soll aus dieser Struktur die geometrische Struktur der kontinuierlichen Raumzeit als Lorentz-Mannigfaltigkeit bzw. Einstein-Mannigfaltigkeit gewonnen werden. Dabei gibt es zwei im Detail unterschiedliche Ansätze:
- Schwache Kausalmengen-Hypothese: Die Geometrie des Raums wird durch die kausalen Beziehungen zwischen den Ereignissen bestimmt.
- Starke Kausalmengen-Hypothese: Der Raum und die Materie in diesem Raum wird durch die kausalen Beziehungen zwischen den Ereignissen bestimmt.

Beide Methoden liefern nur Raumzeiten, in denen keine geschlossenen Weltlinien auftreten, so wie sie im Gödel-Universum vorkommen können. Somit kann bei der Verwendung von Kausalmengen auch kein Großvaterparadoxon gebildet werden.
Im Folgenden werden Kausalmengen als Halbordnungen definiert, in denen alle beidseitig beschränkten Intervalle endlich sind.

## Formale Definition

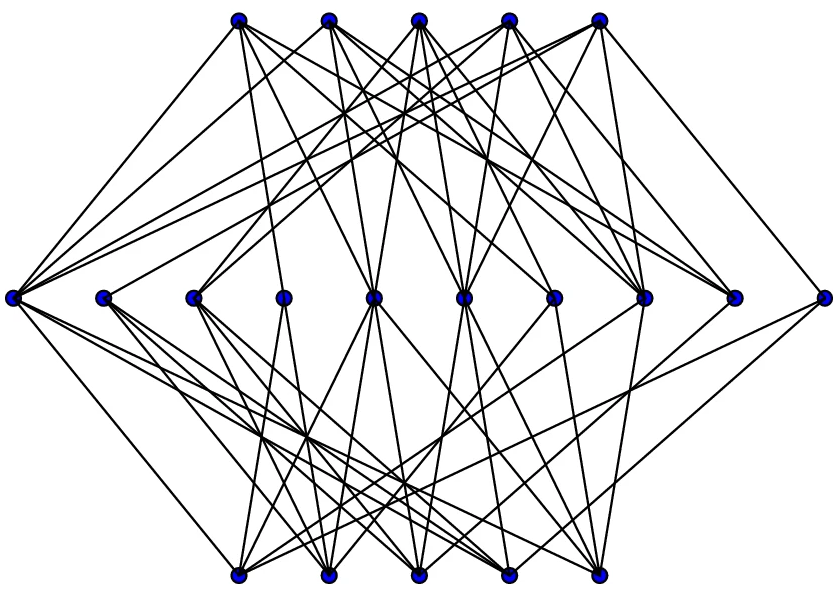
Eine Kausalmenge mit 20 Elementen, entsprechend ihrer Ordnungsstruktur vertikal angeordnet.

Kausalmengen (englisch causal sets, causets) werden definiert als lokal endliche Halbordnungen (englisch locally finite posets). Die in der Literatur üblichen Definitionen der Kausalmengen fassen diese (genauso wie die Halbordnungen) entweder als irreflexiv oder reflexiv auf. Je nach Kontext ist die eine oder die andere der beiden Konventionen praktischer. Wie bei Halbordnungen sind beide Varianten jedoch äquivalent und können ineinander übergeführt werden.
Die Kausalbeziehung einer Lorentzschen Mannigfaltigkeit (ohne geschlossene Kausalkurven) erfüllt als Halbordnung alle Bedingungen bis auf die jeweils letzte. Es ist die Bedingung der lokalen Endlichkeit, die die Diskretheit der Raumzeit einführt.

### Irreflexive Kausalmengen
Eine irreflexive Kausalmenge oder kausale Menge {\displaystyle (C,\prec )} ist eine Menge {\displaystyle C} mit einer binären Relation {\displaystyle \prec }, so dass folgende Axiome erfüllt sind:
1. Irreflexivität: {\displaystyle \quad \forall x\in C\colon \;x\nprec x}, 00d. h.: {\displaystyle \neg (x\prec x)};
2. Transitivität: {\displaystyle \quad \forall x,y,z\in C\colon \;x\prec y\prec z\Rightarrow x\prec z};
3. Lokale Endlichkeit: {\displaystyle \quad \forall x,z\in C\colon \;\{y\in C|x\prec y\prec z\}} ist eine endliche Menge, formal: {\displaystyle \operatorname {card} ({]x,z[})<\infty }.[2][8]

Die ersten beiden Axiome definieren eine strikte (strenge) partielle Ordnung (strenge Halbordnung, en. strict partial order / poset).
In diesem Fall ist per Definition {\displaystyle x\preceq y} eine Abkürzung für {\displaystyle x\prec y} ‚oder‘ {\displaystyle x=y} (formal: {\displaystyle x\prec y\lor x=y}).
Wenn zwei voneinander verschiedene Elemente {\displaystyle x,y\in C} bzgl. {\displaystyle \prec } in keiner solchen Relation zueinander stehen, d. h. wenn weder {\displaystyle x=y}, noch {\displaystyle x\prec y} oder {\displaystyle y\prec x}, dann drückt man dies gelegentlich durch {\displaystyle x\natural y} aus.
Statt {\displaystyle y\prec x} schreibt man oft auch {\displaystyle x\succ y} (Umkehrrelation).

### Reflexive Kausalmengen
Eine reflexive Kausalmenge oder kausale Menge {\displaystyle (C,\preceq )} ist eine Menge {\displaystyle C} mit einer binären Relation {\displaystyle \preceq }, so dass folgende Axiome erfüllt sind:
1. Reflexivität: {\displaystyle \quad \forall x\in C\colon \;x\preceq x};
2. Antisymmetrie: {\displaystyle \quad \forall x,y\in C\colon \;x\preceq y} und {\displaystyle y\preceq x} impliziert {\displaystyle x=y}, formal: {\displaystyle (x\preceq y\land y\preceq x)\Rightarrow x=y};
3. Transitivität: {\displaystyle \quad \forall x,y,z\in C\colon \;x\preceq y\preceq z\Rightarrow x\preceq z};
4. Lokale Endlichkeit: {\displaystyle \quad \forall x,z\in C\colon \;\{y\in C|x\preceq y\preceq z\}} ist eine endliche Menge, formal etwa: {\displaystyle |[x,z]|<\aleph _{0}\;}.[2][8]

Die ersten drei Axiome definieren eine reflexive partielle Ordnung (Halbordnung, en. reflexive partial order / poset).
In diesem Fall ist per Definition {\displaystyle y\prec y} eine Abkürzung für {\displaystyle x\preceq y} ‚und‘ {\displaystyle x\neq y} (formal {\displaystyle x\preceq y\land x\neq y}).
In diesem Fall ist {\displaystyle x\natural y} gleichbedeutend mit ‚weder‘ {\displaystyle x\preceq y} ‚noch‘ {\displaystyle y\preceq x}.
Statt {\displaystyle y\preceq x} schreibt man oft auch {\displaystyle x\succeq y} (Umkehrrelation).

### Ordnungskegel
Die Vergangenheit (en. past) {\displaystyle P(x)} und Zukunft (en. future) {\displaystyle F(x)} eines Elementes {\displaystyle x\in C} definiert man
{\displaystyle P(x):=\{y\in C\mid y\prec x\}}
und
{\displaystyle F(x):=\{y\in C\mid x\prec y\}}
Ordnungstheoretisch handelt es sich dabei um Ordnungskegel.
Wie bei Lorentz-Mannigfaltigkeiten (siehe Kausalstruktur) definiert man als Alexandrow-Mengen (en. Alexandrov sets) die Intervalle der Art
{\displaystyle I(x,z):=\{y\in C\mid x\prec y\prec z\}\equiv {]{x,z}[}}
Für Teilmengen {\displaystyle A\subseteq C} sei in Analogie zur Notation bei Lorentz-Mannigfaltigkeiten
{\displaystyle P[A]:=\{y\in C\mid \exists x\in A\colon y\prec x\}}
und
{\displaystyle F[A]:=\{y\in C\mid \exists x\in A\colon x\prec y\}}
Per Definition ist {\displaystyle P(x)=P[\{x\}]} und {\displaystyle F(x)=F[\{x\}]} (Einermengen).

### Weitere Begriffsbildungen
Weitere Begriffsbildungen gemäß Fay Dowker (2017):
Eine Vergangenheitsmenge ist eine Teilmenge {\displaystyle A\subseteq C}, die ihre eigene Vergangenheit enthält.

Es gilt dann {\displaystyle A=\{y\in C|\exists x\in A\colon y\preceq x\}}
Eine Zukunftsmenge ist eine Teilmenge {\displaystyle A\subseteq C}, die ihre eigene Zukunft enthält.

Es gilt dann {\displaystyle A=\{y\in C|\exists x\in A\colon x\preceq y\}}.
Ein Teilstamm (en. partial stem) ist eine endliche Vergangenheitsmenge (Vergangenheitsmenge mit endlicher Mächtigkeit).
Ein Post ist ein Element, das mit jedem anderen Element der Menge kausal verbunden ist.
Weitere Begriffe wie partieller Post und partieller Break findet man bei F. Dowker (2017).

## Satz von Malament
Ein zentraler Satz der oben genannten Kausalmengentheorie wurde 1977 von David B. Malament veröffentlicht. Der Satz von Malament lautet:
Sei {\displaystyle f\colon M_{1}\to M_{2}} eine bijektive Abbildung zwischen zwei Raumzeiten {\displaystyle (M_{1},g_{1})} und {\displaystyle (M_{2},g_{2})}. Wenn sowohl die Funktion und auch dessen Umkehrfunktion bei einer kontinuierlichen zeitartigen Weltlinie die kausale Struktur und damit auch die zeitliche Ordnung von Ereignissen entlang dieser Kurve erhält, so ist {\displaystyle f} ein Homomorphismus.
Gemäß früheren Ergebnissen von Stephen Hawking, P. J. McCarthy, Andrew R. King und Alexander V. Levichev sind {\displaystyle (M_{1},g_{1})} und {\displaystyle (M_{2},g_{2})} dann auch konform isometrisch und {\displaystyle f} ein konformer Isomorphismus.
Der konforme Faktor bleibt dabei zunächst unbestimmt. Er hängt mit dem Volumen der Regionen in der Raumzeit zusammen. Dieser Volumenfaktor lässt sich ermitteln, indem für jeden Raumzeitpunkt ein Volumenelement angegeben wird. Das Volumen einer Raumzeitregion könnte dann durch Zählen der Anzahl der Punkte in dieser Region ermittelt werden, wenn eine lokal diskrete Kausalmenge zugrunde gelegt wird.

## Einbettung in ein Kontinuum

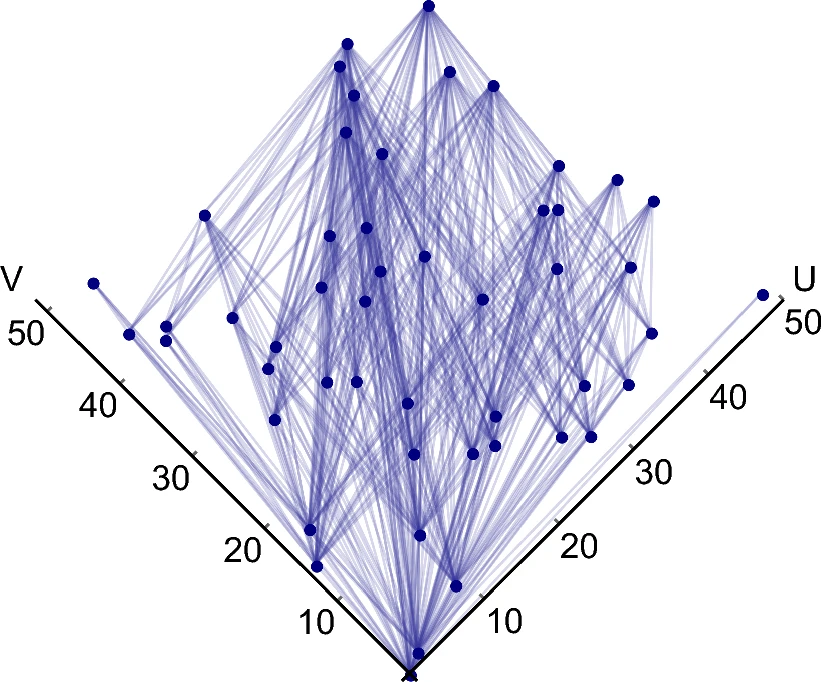
Hasse-Diagramm einer Kausalmenge, die sich treu in einen Kausaldiamanten in einem zweidimensionalen Minkowski-Raum einbettet.

Ein wesentlicher Schritt in der Theorie ist die Einbettung von Kausalmengen in eine Lorentzsche Mannigfaltigkeit.
Eine solche Einbettung wäre eine Karte, die Elemente der Kausalmenge in Punkte der Mannigfaltigkeit abbildet, so dass die Ordnungsbeziehung der Kausalmenge mit der kausalen Ordnung (Kausalstruktur) der Mannigfaltigkeit übereinstimmt (Ordnungshomomorphismus).
Im Gegensatz zu gewöhnlichen Halbordnungen ist bei Kausalmengen aber noch ein weiteres Kriterium erforderlich, damit die Einbettung wirklich geeignet ist.
Nur wenn die Anzahl der Elemente der Kausalmenge, die auf eine Region der Mannigfaltigkeit abgebildet werden, im Durchschnitt proportional zum Volumen der Region ist, wird die Einbettung als treu oder getreu (en. faithful, vgl. strukturtreu, verträglich) bezeichnet.
In diesem Fall kann man die Kausalmenge als „mannigfaltig“ bezeichnen.
Die Modellierung der Raumzeit als Kausalmenge verlangt daher einen Fokus auf diejenigen Kausalmengen zu setzen, die „mannigfaltig“ sind.
Allerdings ist dies eine schwer zu bestimmende Eigenschaft.
Eine zentrale Vermutung des Kausalmengenprogramms ist, dass dieselbe Kausalmenge nicht getreu in zwei verschiedene Raumzeiten eingebettet werden kann, wenn diese sich nicht „auf großen Skalen ähnlich“ sind. Diese wird als Hauptvermutung (d. h. grundlegende Vermutung, en. fundamental conjecture) bezeichnet. Weil man dazu eindeutige Kriterien braucht, um zu entscheiden, wann zwei Raumzeiten „auf großen Skalen ähnlich“" sind, ist es jedoch schwierig, diese Vermutung genau zu definieren.

### Sprinkling
Die Frage, ob eine Kausalmenge in eine Mannigfaltigkeit eingebettet werden kann, lässt sich auch anders beantworten. Eine kausale Menge kann erzeugt werden, indem Punkte in eine Lorentzsche Mannigfaltigkeit anschaulich gesprochen eingestreut (englisch „sprinkling“) oder herauspickt werden. Indem Punkte proportional zum Volumen der Raumzeitregionen gestreut werden und die kausalen Ordnungsbeziehungen in der Mannigfaltigkeit auf die Menge der gestreuten Punkte übertragen werden, wird eine Ordnungsrelation zwischen den Punkten induziert. Diese ist dann eine lokal finite Halbordnung und damit eine Kausalmenge. Sie kann gemäß Konstruktion getreu in die Mannigfaltigkeit eingebettet werden.
Um die Lorentzinvarianz zu gewährleisten, muss diese Streuung der Punkte zufällig mit Hilfe eines Poisson-Prozesses erfolgen. Die Wahrscheinlichkeit, dass {\displaystyle n} Punkte in eine Region mit dem Volumen {\displaystyle V} gestreut werden, ist dabei
{\displaystyle P(n)={\frac {(\rho V)^{n}e^{-\rho V}}{n!}}}00(Poisson-Verteilung),
wobei {\displaystyle \rho } die Dichte der Berieselung ist. Bei der Verteilung von Punkten in Form eines regelmäßigen Gitters wäre die Anzahl der Punkte nicht proportional zum Volumen der Region. Dem entgeht man durch das zufällige Einstreuen der Punkte aufgrund der Isotropie. Man beachte, dass die Gestalt und Ausrichtung des Volumens zum Gitter willkürlich erfolgen kann.

## Geometrie

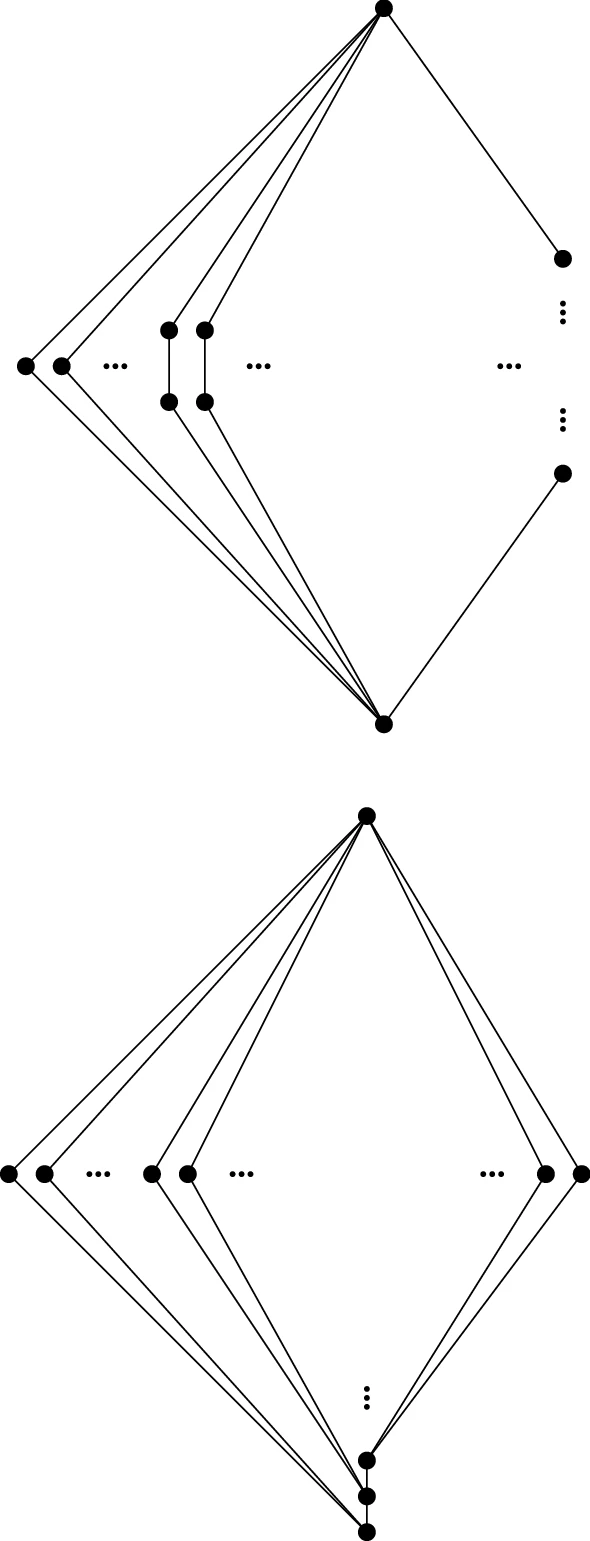
Künstlich erzeugte Kausalmengen, um Höhe und Breite einer Kurvenlängenverteilung nachzubilden.

Einige geometrische Konstrukte in Mannigfaltigkeiten lassen sich auf Kausalmengen übertragen. Einen Überblick über diese Konstruktionen findet man bei Brightwell (1991).

### Geodäten
Ein Link in einer Kausalmenge nennt man ein Paar  {\displaystyle (x,y)} von Elementen {\displaystyle x,y\in C}, so dass {\displaystyle y} ein  direkter Nachfolger (oberer Nachbar) von {\displaystyle x} (oder umgekehrt ausgedrückt, {\displaystyle x} ein direkter Vorgänger (unterer Nachbar) von {\displaystyle y}) ist.
D. h. es gilt {\displaystyle x\prec y}, aber ohne dass es ein {\displaystyle z\in C} gäbe mit {\displaystyle x\prec z\prec \,} {\displaystyle y}.
Für Links {\displaystyle (x,y)} ist daher das abgeschlossene Intervall {\displaystyle [a,b]=\{a,b\}}, das offene {\displaystyle {]a,b[}=\emptyset }. Näheres zu den Begriffen siehe Ordnungsrelation §Vorgänger und Nachfolger und Vorgänger und Nachfolger (Mathematik) §Definitionen.
Eine Kette ist eine Sequenz (endliche Folge) von Elementen {\displaystyle x_{0},x_{1},\ldots ,x_{n}}, sodass {\displaystyle x_{i}\prec x_{i+1}} für {\displaystyle i=0,\ldots ,n-1}. Die Länge einer Kette ist die Anzahl der Mitglieder {\displaystyle k}.
Wenn jedes {\displaystyle x_{i},x_{i+1}} in der Kette ein Link ist, dann heißt die Kette ein Pfad (en. path).
Auf diese Weise lässt sich der Begriff der Geodäte (en. geodesic) zwischen zwei Elementen einer Kausalmenge definieren.
Voraussetzung ist, dass sie in dieser Ordnung „vergleichbar“ (en. comparable), d. h. kausal miteinander verbunden sind.
Physikalisch (in der Lorentz-Mannigfaltigkeit {\displaystyle (M,g)}) bedeutet dies, dass zwei Raumzeitpunkte {\displaystyle X,Y} kausal miteinander verbunden sind, d. h. einer in der kausalen Zukunft oder kausalen Vergangenheit des anderen liegt, in Zeichen {\displaystyle X\prec Y} oder {\displaystyle X\prec Y}.
Eine Geodäte (en. geodesic) zwischen zwei Elementen {\displaystyle x\preceq z\in C} ist eine Kette {\displaystyle y_{0},y_{1},\ldots ,y_{k}} in {\displaystyle C}, sodass
1. {\displaystyle y_{0}=x} und {\displaystyle y_{k}=z}
2. Die Länge der Kette {\displaystyle n} ist maximal unter allen Ketten von {\displaystyle x} bis {\displaystyle z}.

Im Allgemeinen kann es mehr als eine Geodäte zwischen zwei vergleichbaren Elementen geben.
Bei einer Lorentzschen Mannigfaltigkeit (zum Vergleich) ist – im Unterschied zur Riemannschen Geometrie – das Infimum der lorentzschen Länge aller glatten Kurven zwischen zwei zeitartig auseinanderliegenden (Raumzeit-)Punkten immer null. Jedoch hat eine zeitartige Geodäte zwischen diesen beiden Punkten, wenn sie existiert, die größte lorentzsche Länge unter allen kausalen Kurven zwischen diesen beiden.
Jan Myrheim schlug 1978 erstmals vor, dass die Länge einer solchen Geodäte direkt proportional zur Eigenzeit entlang einer zeitartigen Geodäte sein sollte, die die beiden Raumzeitpunkte verbindet. Diese Vermutung wurde anhand von Kausalmengen getestet, die aus Sprinklings in ebenen Minkowski-Raumzeiten erzeugt wurden. Die Proportionalität ist unter diesen (trivialen) Umständen erwiesen, sie gilt aber vermutlich auch für Sprinklings in gekrümmten Raumzeiten.

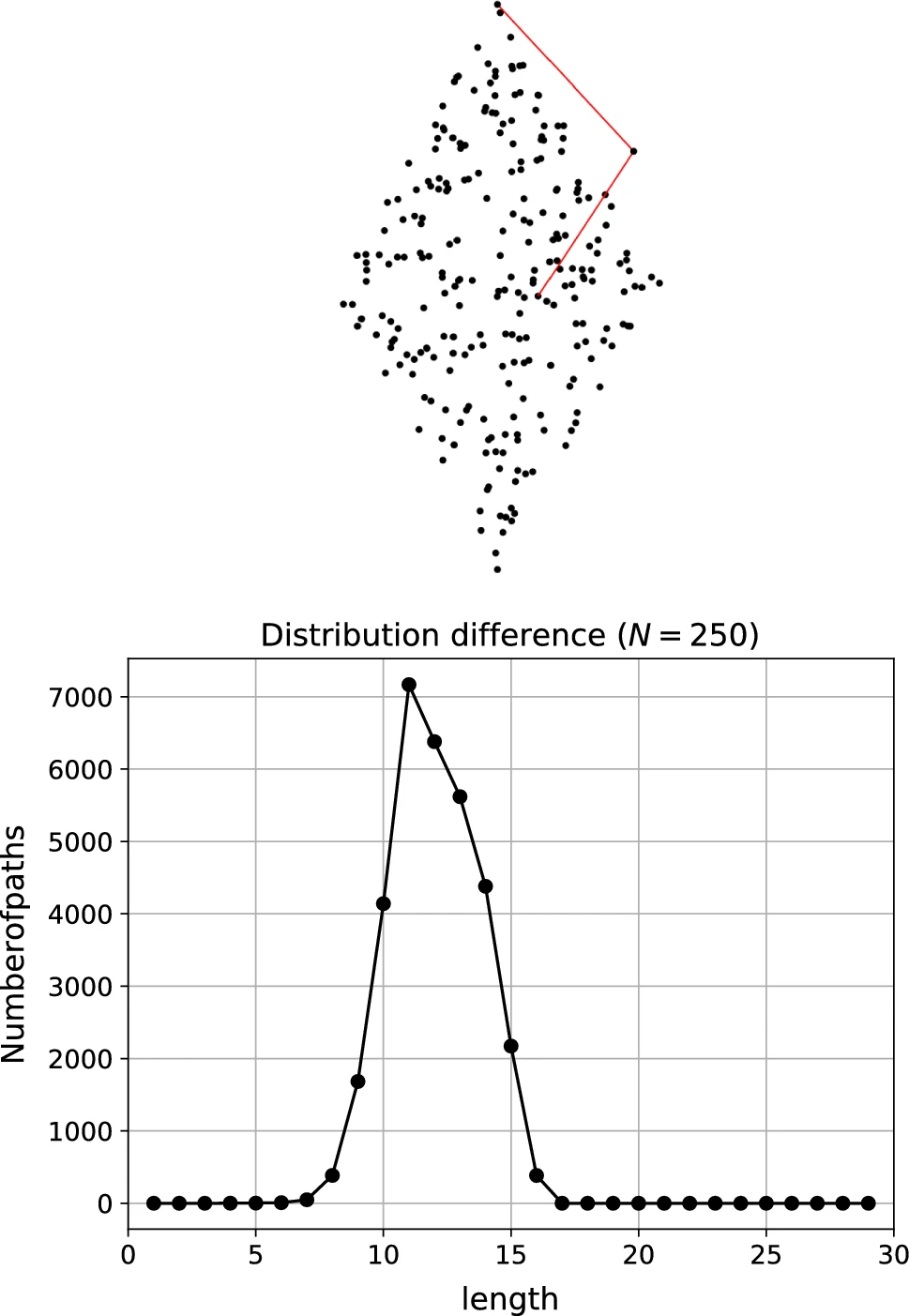
Oben: Kausalmenge (Streuung in einem 2D-Minkowski-Raum plus zusätzlicher Punkt mit „nichtlokalen“ Verbindungen.) Unten: Unterschied zwischen den Kurvenlängenverteilungen.

### Abschätzungen der Dimension

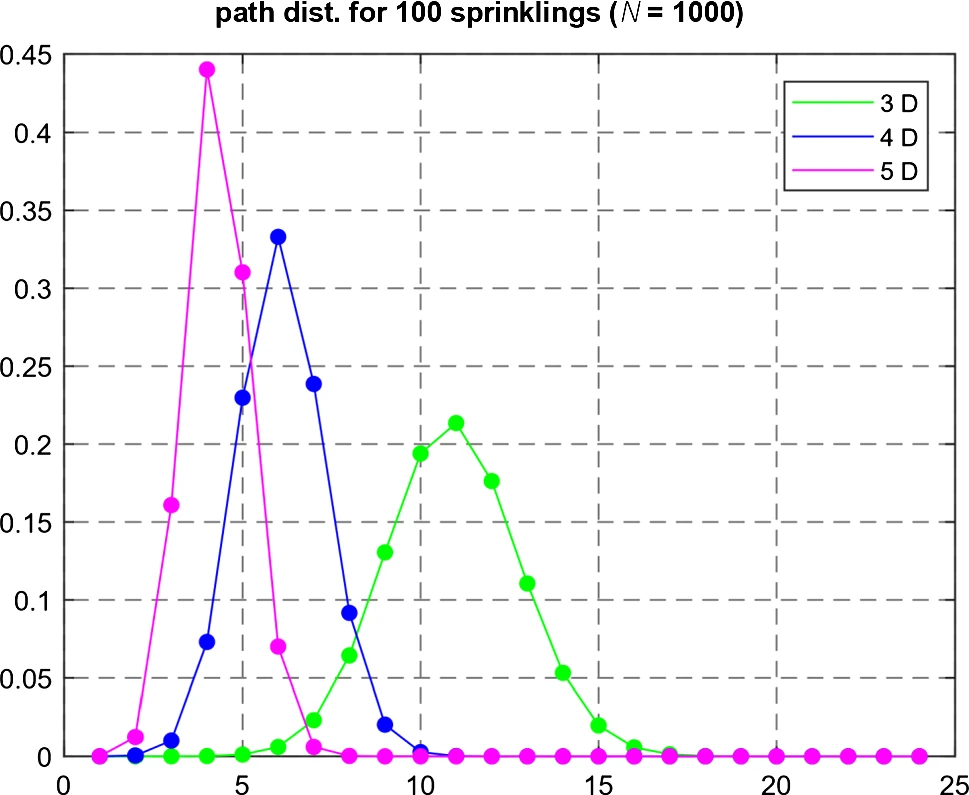
Wahrscheinlichkeitsverteilungen für Pfadlängen im 3D-, 4D- und 5D-Minkowski-Raum, erhalten durch Normalisierung der Durchschnittsverteilungen aus 100 Streuungen von jeweils N=1000 Punkten.

Es wurde viel Arbeit in die Schätzung investiert, welche Dimension die Lorentzsche Mannigfaltigkeit haben muss, in die eine „mannigfaltige“ Kausalmenge getreu eingebettet werden kann.
Dazu gehören Algorithmen, die die Kausalmenge als Input benutzen mit dem Ziel, die Dimension der Lorentzschen Mannigfaltigkeit zu bestimmen, in die sie getreu eingebettet werden kann.
Die bisher entwickelten Algorithmen basieren allerdings ebenfalls nur auf der Ermittlung der Dimension einer ebenen Minkowski-Raumzeit, in die die Kausalmenge getreu eingebettet werden kann.
- Myrheim–Meyer-Dimension

Dieser Ansatz beruht auf der Schätzung der Anzahl von Ketten der Länge {\displaystyle k}, die in einem Sprinkling in der {\displaystyle d}-dimensionalen Minkowski-Raumzeit vorhanden sind. Die Zählung der Anzahl von Ketten der Länge k in der Kausalmenge ermöglicht dann eine Schätzung für {\displaystyle d}.
- Midpoint-scaling-Dimension

Dieser Ansatz stützt sich auf die Beziehung zwischen der Eigenzeit zwischen zwei Punkten in der Minkowski-Raumzeit einerseits und dem Volumen des Raumzeitintervalls zwischen ihnen andererseits. Durch Berechnung der maximalen Kettenlänge (zur Abschätzung der Eigenzeit) zwischen zwei Punkten {\displaystyle x} und {\displaystyle y} und durch Zählen der Anzahl der Elemente {\displaystyle y} zwischen {\displaystyle x} und {\displaystyle z} (formal: {\displaystyle x\prec y\prec z} oder {\displaystyle y\in {]x,z[}}) zur Abschätzung des Volumens des Raumzeitintervalls, kann die Dimension der Raumzeit berechnet werden.
Diese Schätzgrößen sollten die korrekte Dimension für Kausalmengen ergeben, die durch Sprinkling mit hoher Dichte in einer {\displaystyle d}-dimensionalen Minkowski-Raumzeit erzeugt werden. Tests in konform ebenen Raumzeiten haben gezeigt, dass diese beiden Methoden genau sind.

## Dynamik
Eine laufende Aufgabe besteht darin, die richtige Dynamik für Kausalmengen zu entwickeln.
Diese sollte eine Reihe von Regeln liefern, die vorhersagen, welche Kausalmengen physikalisch realistischen Raumzeiten entsprechen.
Dies schließt eine „Impulsraumdiffusion“ aufgrund der CST-Diskretion (en. momentum space diffusion coming from CST discreteness, swerves, deutsch wörtlich ‚Ausweichen‘) mit ein, sowie Auswirkungen der Nichtlokalität auf die Quantenfeldtheorie (Sorkin 2007), einschließlich eines Vorschlags für dunkle Materie (Saravani und Afshordi 2017). Am bemerkenswertesten ist die 1987 von Sorkin gemachte Vorhersage für den Wert der kosmologischen Konstante
Der populärste Ansatz zur Entwicklung der Dynamik von Kausalmengen basiert auf dem Pfadintegral-Formalismus der Quantenmechanik, auch als sum-over-histories-Methode bezeichnet.
Dazu erweitert man eine Kausalmenge um ein Element nach dem anderen, was dann ein sum-over-causal sets hergibt.
Die Elemente müssen gemäß quantenmechanischen Regeln hinzugefügt werden, die Interferenz würde dann dafür sorgen, dass die Beiträge von einer großen, mannigfaltig-artigen Raumzeit dominiert werden.
Das beste Modell für die Dynamik ist derzeit ein klassisches Modell, bei dem die Elemente nach Wahrscheinlichkeitskriterien hinzugefügt werden. Dieses Modell, das auf David Rideout und Rafael Sorkin (2008) zurückgeht, wird als „klassische sequentielle Wachstumsdynamik“ (en. classical sequential growth, CSG) bezeichnet.
Das klassische sequentielle Wachstumsmodell ist eine Möglichkeit, kausale Mengen zu erzeugen, indem neue Elemente nacheinander hinzugefügt werden. Es werden Regeln festgelegt, wie neue Elemente hinzugefügt werden. Je nach den Parametern des Modells ergeben sich unterschiedliche Kausalmengen. Ihre Quanten-Versionen werden englisch quantum sequential growth (QSG) genannt.
In Analogie zur Pfadintegralformulierung der Quantenmechanik bestand ein Ansatz zur Entwicklung einer Quantendynamik für Kausalmengen in der Anwendung eines Prinzip der kleinsten Wirkung im Rahmen des Ansatzes der sum-over-causal sets.
R. Sorkin hat 2007 ein diskretes Analogon für das d'Alembertsche Prinzip vorgeschlagen, das wiederum zur Definition des Ricci-Krümmungsskalars und damit der Benincasa-Dowker-Aktion (en. Benincasa-Dowker action, BD action) auf einer Kausalmenge verwendet werden kann.
Monte-Carlo-Simulationen (en. Markov Chain Monte Carlo, MCMC) haben Beweise für eine Kontinuumsphase in zwei Dimensionen unter Verwendung der Benincasa-Dowker-Aktion geliefert.

## Anwendungen
Nach Fay Dowker et al. (2017) sollte es möglich sein, die Geburt von Baby-Universen (kosmologische Vererbung) aus Schwarzen Löchern heraus zu modellieren.
Im Jahr 2021 wurde bestätigt, dass es mithilfe dieser Theorie möglich, die Singularität des Urknalls zu überwinden und so eine Kosmologie zu erhalten, in der die Zeit keinen Anfang hat,
ähnlich wie dies mit Hilfe der Schleifenquantengravitation (SQG) und der nicht-quantisierten Einstein-Cartan-Theorie (ECT) möglich ist.

## Weiterführende Literatur
Einführungen und Reviews
- Luca Bombelli: Causal Set reference page. (Übersicht)
- Luca Bombelli: Causal Sets: Overview and Status, Vortrag auf der Konferenz Quantum Gravity in the Americas III, 24.–26. August 2006. Hier: 25. August 2006. Memento im Webarchiv vom 29. Oktober 2013.  (Einführung, Übersicht)
- H. Fay Dowker: Causal sets and the deep structure of spacetime, arXiv:gr-qc/0508109. (Einführung)
- H. Fay Dowker: Causal sets as discrete spacetime. In: Contemporary Physics, Band 47, Nr. 1, S. 1-9. doi:10.1080/17445760500356833 (Übersicht, Einführung)
- H. Fay Dowker: Introduction to causal sets and their phenomenology. In: Gen. Relativ. Gravit., Band 45, 27. Juli 2013, S. 1651–1667 doi:10.1007/s10714-013-1569-y. (Übersicht des Forschungsstandes)
- Joe Henson: The causal set approach to quantum gravity. Auf: arXiv.org, 30. Januar 2006; arXiv:gr-qc/0601121. (Einführung, Übersicht)
- David D. Reid: Einführung to causal sets: an alternate view of spacetime structure. In: Canadian Journal of Physics, Band 79, S. 1-16, 2001, doi:10.1139/cjp-79-1-1, doi:10.1139/p01-032. Dazu: arXiv:gr-qc/9909075; (Allgemeines);
- Rafael D. Sorkin: Causal set glossary and bibliography, 20. November 2001. (Glossar und Bibliographie);
- Rafael D. Sorkin: Causal Sets: Discrete Gravity (Notes for the Valdivia Summer School). In:  A. Gomberoff, D. Marolf (Hrsg.): Proceedings of the Valdivia Summer School. Dazu: arXiv:gr-qc/0309009. bibcode:2003gr.qc.....9009S (Einführung, Glossar)

Grundlagen
- Luca Bombelli, Joohan Lee, David A. Meyer, Rafael D. Sorkin: Spacetime as a causal set. In: APS: Phys. Rev. Lett., Band 59, 3. August 1987, S. 521-524; doi:10.1103/PhysRevLett.59.521, PMID 10035795. Abstract (via WebArchiv). (Grundlagen)
- Cristopher Moore: Comment on "Space-time as a causal set". In: APS: Phys. Rev. Lett., Band 60, Nr. 655, 1988. (Grundlagen)
- Luca Bombelli, Joohan Lee, David A. Meyer, Rafael D. Sorkin: Bombelli et al. reply. In: APS: Phys. Rev. Lett., Band 60, Nr. 656, 1988. (Grundlagen)
- Albert Einstein: Brief an to Hans S. Joachim, 14. August 1954. Brief 13-453; zitiert in: John Stachel: Einstein and the Quantum: Fifty Years of Struggle, Abstract, Google Books. In: Robert G. Colodny (Hrsg.): From Quarks to Quasars: Philosophical Problems of Modern Physics, University of Pittsburgh Press, 1986, S. 380-381. Siehe auch John Stachel, §The Other Einstein. (Historie)
- David Finkelstein: Space-time code. In: Phys. Rev., Band 184, Nr. 1261, 1969. (Grundlagen)
- David Finkelstein: “Superconducting” causal nets. In: International Journal of Theoretical Physics. Band 27, Nr. 4, 1988, ISSN 1572-9575, S. 473–519, doi:10.1007/BF00669395 (Grundlagen).
- Geoffrey Hemion: A quantum theory of space and time. In: Found. Phys. Band 10, Dezember 1980, S. 819–840; doi:10.1007/BF00708682 (ähnlicher Vorschlag)
- Jan Myrheim: Statistical Geometry (PDF). Auf: CERN PrePrint TH-2538, 1. August 1978. (Grundlagen, Historie)
- Bernhard Riemann: Über die Hypothesen, welche der Geometrie zu Grunde liegen. In: Abhandlungen der Königlichen Gesellschaft der Wissenschaften zu Göttingen, Band 13, 1867; englische Übersetzung: On the Hypotheses which lie at the Bases of Geometry. In: Nature, Band 8, S. 14-17, 36, 37; sowie in Michael Spivak (Hrsg.): A Comprehensive Introduction to Differential Geometry, 2nd Edition, Publish or Perish Inc, Berkeley, 1979, Band II, S. 135-153. HistMath (Memento vom 18. März 2016 im Internet Archive); (Historie)
- Rafael D. Sorkin: Finitary substitute for continuous topology. In: International Journal of Theoretical Physics. Band 30, Nr. 7, 1991, ISSN 1572-9575, S. 923–947, doi:10.1007/BF00673986 (Grundlagen).
- Rafael D. Sorkin: Does a Discrete Order underly Spacetime and its Metric? In: A. Coley, F. Cooperstock, B. Tupper (Hrsg.): Proceedings of the Third Canadian Conference on General Relativity and Relativistic Astrophysics. Victoria, Kanada, Mai 1989, S. 82–86, World Scientific, 1990. (Einführung, google.de)
- Rafael D. Sorkin: Some Papers. Memento im Webarchiv vom 30. September 2013. Dazu:
  - First Steps with Causal Sets (MINUS FIGURES). General Relativity and Gravitational Physics. In: R. Cianci, R. de Ritis, M. Francaviglia, G. Marmo, C. Rubano, P. Scudellaro (Hrsg.): General Relativity and Gravitational Physics. In: Proceedings of the Ninth Italian Conference of the same name, Capri, Italien, September 1990. S. 68–90, World Scientific, Singapur, 1991. (Einführung)
  - Spacetime and Causal Sets (MINUS FIGURES). Relativity and Gravitation: Classical and Quantum. Proceedings of the SILARG VII Conference, Cocoyoc, Mexiko, Dezember 1990, S. 150-173. World Scientific, Singapore, 1991. J. C. D’Olivo, E. Nahmad-Achar, M.Rosenbaum, M. P. Ryan, L. F. Urrutia, F. Zertuche (Hrsg.). (Einführung)
- Rafael D. Sorkin: Forks in the road, on the way to quantum gravity. In: International Journal of Theoretical Physics. Band 36, Nr. 12, 1997, ISSN 1572-9575, S. 2759–2781, doi:10.1007/BF02435709 (Vortrag auf der Konferenz „Directions in General Relativity“, College Park, Maryland, Mai 1993). Dazu: arXiv:gr-qc/9706002; (Philosophie, Einführung)
- Gerardus ’t Hooft: Quantum gravity: a fundamental problem and some radical ideas. In: Recent Developments in Gravitation. M. Levy, S. Deser (Hrsg.): Proceedings of the 1978 Cargese Summer Institute, Plenum, 1979. doi:10.1007/978-1-4613-2955-8_8 (Einführung, Grundlagen, Historie)
- Erik C. Zeeman: Causality Implies the Lorentz Group. In: J. Math. Phys., Band 5, S. 490-493; (Historie, Grundlagen)
- Joe Henson: An Invitation to Causal Sets. Vortrag am Perimeter Institute, 14. September 2010, Waterloo (Ontario). (Einführung)
- H. Fay Dowker: Causal Set Phenomenology. Vortrag, Loops 05, 10–14. Oktober 2005, Potsdam, Max-Planck-Institut für Gravitationsphysik. Memento im Webarchiv vom 16. Mai 2009. (Phänomenologie, Swerves)
- Steven Johnston: Particle Propagators from Discrete Spacetime. Vortrag am Perimeter Institute, 14. April 2008. (Quantenfeldtheorie)
- David A. Meyer: Causal Sets and Feynman diagrams. Vortrag zum Santa Fe workshop, 1997. Präsentiert zu: „New Directions in Simplicial Quantum Gravity“, 28. Juli – 8. August 1997; (Feynman-Diagramme, Quantemdynamik)
- David P. Rideout: Spatial Hypersurfaces in Causal Set Cosmology. Vortrag. Loops 05, 10.–14. Oktober 2005, Potsdam, Max-Planck-Institut für Gravitationsphysik. Memento im Webarchiv vom 13. Jiini 2013. (Räumliche Hyperflächen, Dynamik)
- Jeff Scargle: Testing Quantum Gravity Theories with GLAST (PowerPoint). Vortrag am Santa Cruz Institute for Particle Physics, 24. April 2007. (Lorentzinvariance, Phänomenologie)
- Rafael D. Sorkin: Zwei Vorträge zum Santa Fe workshop 1997: New Directions in Simplicial Quantum Theory: The causal set approach to quantum gravity und A growth dynamics for causal sets by 1D directed percolation; 28. Juli – 8. August 1997. Mementos im Webarchiv vom 14. Januar 2009
- Rafael D. Sorkin: Does quantum gravity give rise to an observable nonlocality?. Vortrag am Perimeter Institute, 17. Januar 2007. (D’Alembert-Operator, Localität)
- Rafael D. Sorkin: Some Insights for Quantum Gravity Derived from Work on Causal Sets. Vortrag. Loops 05, 10–14. Oktober 2005, Potsdam, Max-Planck-Institut für Gravitationsphysik. Memento im Webarchiv vom 12. März 2016. (Übersicht)
- Rafael D. Sorkin: Is a past-finite causal order the inner basis of spacetime? Vortrag am Perimeter Institute, 7. September 2005.
- Sumati Surya: Recovering spacetime topology from a causet. Vortrag. Loops 05, 10–14. Oktober 2005, Potsdam, Max-Planck-Institut für Gravitationsphysik. Memento im Webarchiv vom 5. Juni 2009. (Topologie)
- Roman Sverdlov: Introduction of bosonic fields into causal set theory. Vortrag am Perimeter Institute, 19. Februar 2008. (Quantenfeldtheorie)

PhD Dissertationen
- Luca Bombelli: Space-time as a Causal Set. PhD Thesis an der Università degli studi di Milano, 1980/Syracuse University, 1983. (Einführung, Kinematik)
- Alan R. Daughton: The Recovery of Locality for Causal Sets and Related Topics. PhD Thesis an der Syracuse University, Nr. 97, 1993. (Lokalität)
- Djamel Dou: Causal Sets, a Possible Interpretation for the Black Hole Entropy, and Related Topics. PhD Thesis SISSA, Triest, 1999. Dazu: arXiv:gr-qc/0106024, doi:10.48550/arXiv.gr-qc/0106024. (Entropie Schwarzer Löcher)
- Florio M. Ciaglia, Fabio Di Cosmo, Alberto Ibort, Giuseppe Marmo, Luca Schiavone, Alessandro Zampini: Causality in Schwinger’s Picture of Quantum Mechanics. In: MDPI Entropy. Band 24, Nr. 1, Special Issue: Time, Causality, and Entropy, 1. Januar 2022, S. 75; doi:10.3390/e24010075. (Kausalität, Entropie)
- Steven Johnston: Quantum Fields on Causal Sets. PhD Thesis, Imperial College London, September 2010. arXiv:1010.5514, doi:10.48550/arXiv.1010.5514. (Quantenfeldtheorie)
- Michel Buck: (Quantum) Fields on Causal Sets. Imperial Colledge London, 31. Juli 2013. (Quantenfeldtheorie)
- David A. Meyer: The Dimension of Causal Sets. PhD Thesis, M.I.T., 1988. (Dimensionstheorie)
- Lydia Philpott: Causal Set Phenomenology. PhD Thesis, Imperial College London, 8. September 2010. arXiv:1009.1593. (Swerves, Phänomenologie)
- David P. Rideout: Dynamics of Causal Sets. PhD Thesis, Syracuse University, 2001. arXiv:gr-qc/0212064, Epub 14. Dezember 2002. (Kosmologie, Dynamik)
- Roberto B. Salgado: Toward a Quantum Dynamics for Causal Sets. PhD Thesis, State University of New York at Stony Brook/University of Chicago, Mai 2008; Memento im Webarchiv vom 5. März 2012. (Scalarfeldtheorie).
- Roman Sverdlov: Quantum Field Theory and Gravity in Causal Sets. PhD Thesis, University of Michigan, 14. Mai 2009. arXiv:0905.2263 (Quantenfeldtheorie, Gravitation)

Vorträge
- Joe Henson: An Invitation to Causal Sets. Vortrag am Perimeter Institute, 14. September 2010, Waterloo (Ontario). (Einführung)
- H. Fay Dowker: Causal Set Phenomenology. Vortrag, Loops 05, 10.–14. Oktober 2005, Potsdam, Max-Planck-Institut für Gravitationsphysik. Memento im Webarchiv vom 16. Mai 2009. (Phänomenologie)
- Steven Johnston: Particle Propagators from Discrete Spacetime. Vortrag am Perimeter Institute, 14. April 2008. (Quantenfeldtheorie)
- David A. Meyer: Causal Sets and Feynman diagrams. Vortrag zum Santa Fe workshop, 1997. Präsentiert zu: „New Directions in Simplicial Quantum Gravity“, 28. Juli – 8. August 1997; (Feynman-Diagramme, Quantemdynamik)
- David P. Rideout: Spatial Hypersurfaces in Causal Set Cosmology. Vortrag. Loops 05, 10.–14. Oktober 2005, Potsdam, Max-Planck-Institut für Gravitationsphysik. Memento im Webarchiv vom 13. Jiini 2013. (Räumliche Hyperflächen, Dynamik)
- Jeff Scargle: Testing Quantum Gravity Theories with GLAST (PowerPoint). Vortrag am Santa Cruz Institute for Particle Physics, 24. April 2007. (Lorentzinvariance, Phänomenologie)
- Rafael D. Sorkin: Two Talks given at the 1997 Santa Fe workshop: New Directions in Simplicial Quantum Theory: The causal set approach to quantum gravity und A growth dynamics for causal sets by 1D directed percolation; 28. Juli – 8. August 1997. Mementos im Webarchiv vom 14. Januar 2009
- Rafael D. Sorkin: Does quantum gravity give rise to an observable nonlocality?. Vortrag am Perimeter Institute, 17. Januar 2007. (D’Alembert-Operator, Localität)
- Rafael D. Sorkin: Some Insights for Quantum Gravity Derived from Work on Causal Sets. Vortrag. Loops 05, 10–14. Oktober 2005, Potsdam, Max-Planck-Institut für Gravitationsphysik. Memento im Webarchiv vom 12. März 2016. (Übersicht)
- Rafael D. Sorkin: Is a past-finite causal order the inner basis of spacetime? Vortrag am Perimeter Institute, 7. September 2005.
- Sumati Surya: Recovering spacetime topology from a causet. Vortrag. Loops 05, 10–14. Oktober 2005, Potsdam, Max-Planck-Institut für Gravitationsphysik. Memento im Webarchiv vom 5. Juni 2009. (Topologie)
- Roman Sverdlov: Introduction of bosonic fields into causal set theory. Vortrag am Perimeter Institute, 19. Februar 2008 (Quantenfeldtheorie)

Mannigfaltigkeiten
- Luca Bombelli, David A. Meyer: The origin of Lorentzian geometry: In: Phys. Lett. A, Band 141, S. 226-228, 1989. doi:10.1016/0375-9601(89)90474-X (Mannigfaltigkeiten)
- Luca Bombelli, Rafael D. Sorkin: When are Two Lorentzian Metrics close? In: General Relativity and Gravitation, proceedings of the 12th International Conference on General Relativity and Gravitation. 2.–8. Juli 1989, Boulder, Colorado, USA, International Society on General Relativity and Gravitation, 1989, S. 220; (Abschluss von Lorentzchen Mannigfaltigkeiten)
- Luca Bombelli: Causal sets and the closeness of Lorentzian manifolds. In: J. Diaz Alonso, M. Lorente Paramo (Hrsg.): Relativity in General: proceedings of the Relativity Meeting '93, 7.–10. September 1993, Salas, Asturias, Spanien. ISBN 2-86332-168-4. Editions Frontieres, 91192 Gif-sur-Yvette Cedex, Frankreich, 1994, S. 249; (Abschluss von Lorentzchen Mannigfaltigkeiten)
- Luca Bombelli: Statistical Lorentzian geometry and the closeness of Lorentzian manifolds. In: J. Math. Phys., Band 41., 2000, S. 6944-6958. arXiv:gr-qc/0002053  (Abschluss von Lorentzchen Mannigfaltigkeiten, Mannigfaltigkeiten)
- Alan R. Daughton: An investigation of the symmetric case of when causal sets can embed into manifolds. In: Class. Quantum Grav., Band 15, Nr. 11, S. 3427-3434, November 1998. (Mannigfaltigkeiten)
- Joe Henson: Constructing an interval of Minkowski space from a causal set. In: Class. Quantum Grav., Band 23, 2006, S. L29-L35. arXiv:gr-qc/0601069. (Kontinuumsgrenze, Sprinkling)
- Seth Major, David P. Rideout, Sumati Surya: On Recovering Continuum Topology from a Causal Set. In: J.Math.Phys., Band 48, S. 032501, 2007. arXiv:gr-qc/0604124 (Kontinuumstopologie)
- Seth Major, David P. Rideout, Sumati Surya: Spatial Hypersurfaces in Causal Set Cosmology. In: Class. Quantum Grav., Band 23, 2006, S. 4743-4752. arXiv:gr-qc/0506133v2. (Observablen, Kontinuumstopologie)
- Seth Major, David P. Rideout, Sumati Surya: Stable Homology as an Indicator of Manifoldlikeness in Causal Set Theory. arXiv:0902.0434. (Kontinuumstopology und -Homologie)
- David A. Meyer: The Dimension of Causal Sets I: Minkowski dimension. Theses. M.I.T., 1989, ResearchGate, August 2005. (Dimensionstheorie)
- David A. Meyer: The Dimension of Causal Sets II: Hausdorff dimension. Syracuse University. Preprint, 1988. (Dimensionstheorie)
- David A. Meyer: Spherical containment and the Minkowski dimension of partial orders. In: Order, Band 10, S. 227-237, September 1993. doi:10.1007/BF01110544. (Dimensionstheorie)
- Johan Noldus: A new topology on the space of Lorentzian metrics on a fixed manifold. In: Class. Quant. Grav., Band 19, S. 6075-6107, 11. November 2002. doi:10.1088/0264-9381/19/23/313 (Abschluss von Lorentzischen Mannigfaltigkeiten)
- Johan Noldus: A Lorentzian Gromov–Hausdorff notion of distance. In: Class. Quantum Grav., Band 21, S. 839-850, 2004. doi:10.1088/0264-9381/21/4/007 (Abschluss von Lorentzischen Mannigfaltigkeiten)
- David D. Reid: Manifold dimension of a causal set: Tests in conformally flat spacetimes. In: Physical Review D. 67. Jahrgang, Nr. 2, 30. Januar 2003, S. 024034, doi:10.1103/PhysRevD.67.024034, arxiv:gr-qc/0207103, bibcode:2003PhRvD..67b4034R (englisch). (Dimensionstheorie)
- Sumati Surya: Causal set topology. In: Theor. Comput. Sci., Band 405, S. 188-197: doi:10.1016/j.tcs.2008.06.033, PDF. Dazu: Causal Set Topology, auf: arXiv.org (PrePrint), 11. Dezember 2007, letzter Stand: v2 vom 17. September 2008; arXiv:0712.1648v2, doi:10.48550/arXiv.0712.1648.

Geometrie
- Eitan Bachmat: Discrete spacetime and its applications. 27. Februar 2007. arXiv:gr-qc/0702140. (Geodäten, Ketten)
- Graham Brightwell, Ruth Gregory: The Structure of Random Discrete Spacetime; APS: Phys. Rev. Lett. 66:260-263 (1991);  (Länge von Geodäten)
- Gary W. Gibbons, Sergey N. Solodukhin; The Geometry of Small Causal Diamonds arXiv:hep-th/0703098 (Kausalintervalle)
- Stephen W. Hawking, Andrew R. King, P. J. McCarthy; A new topology for curved space–time which incorporates the causal, differential, and conformal structures; J. Math. Phys., Band 17, Nr. 2, S. 174-181, 1976. (Geometrie, Kausalstruktur)
- Song He, David P. Rideout: A Causal Set Black Hole. arXiv:0811.4235 (Kausalstruktur der Schwarzschild-Raumzeit, Sprinklings)
- Raluca Ilie, Gregory B. Thompson, David D. Reid: A numerical study of the correspondence between paths in a causal set and geodesics in the continuum. In: Class. Quantum Grav., Band 23, 2006, S. 3275-3285 doi:10.1088/0264-9381/23/10/002, arXiv:gr-qc/0512073 (Länge von Geodäten)
- Alexander V. Levichev: Prescribing the conformal geometry of a lorentz manifold by means of its causal structure. In: Soviet Math. Dokl., Band 35, 1987, S. 452-455. (Geometrie, Kausalstruktur)
- David B. Malament: The class of continuous timelike curves determines the topology of spacetime. In: Journal of Mathematical Physics. 18. Jahrgang, Nr. 7, Juli 1977, S. 1399–1404, doi:10.1063/1.523436, bibcode:1977JMP....18.1399M (englisch). Epub 26. August 2008.
- David P. Rideout, Petros Wallden: Spacelike distance from discrete causal order. arXiv:0810.1768. (Spatial distances)

Kosmologische Konstante
- Maqbool Ahmed, Scott Dodelson, Patrick B. Greene, Rafael D. Sorkin: Everpresent lambda. In: Phys. Rev. D, Band 69, 2004, S. 103523. arXiv:astro-ph/0209274v1.  (Kosmologische Konstante)
- Y. Jack Ng, Hendrik van Dam: A small but nonzero cosmological constant. In: Int. J. Mod. Phys D, Band 10, Nr. 49, 2001. arXiv:hep-th/9911102v3. (Kosmologische Konstante)
- Yevgeniy Kuznetsov: On cosmological constant in Causal Set theory. arXiv:0706.0041.
- Rafael D. Sorkin: A Modified Sum-Over-Histories for Gravity. In: B. R. Iyer, Ajit Kembhavi, Jayant V. Narlikar, and C V. Vishveshwara (Hrsg.): Highlights in gravitation and cosmology: Proceedings of the International Conference on Gravitation and Cosmology, Goa, India, 14.–19. Dezember 1987, siehe S. 184-186 im Artikel: Dieter Brill, Lee Smolin: Workshop on quantum gravity and new directions. S.&nb;183–191. Cambridge University Press, Cambridge, 1988. (Kosmologische Konstante)
- Rafael D. Sorkin: On the Role of Time in the Sum-over-histories Framework for Gravity. Konferenz: The History of Modern Gauge Theories. Logan, Utah, Juli 1987; Int. J. Theor. Phys., Band 33, 1994, S. 523-534. doi:10.1007/BF00670514 (Kosmologische Konstante)
- Rafael D. Sorkin: First Steps with Causal Sets (MINUS FIGURES). General Relativity and Gravitational Physics. In: R. Cianci, R. de Ritis, M. Francaviglia, G. Marmo, C. Rubano, P. Scudellaro (Hrsg.): General Relativity and Gravitational Physics. In: Proceedings of the Ninth Italian Conference of the same name, Capri, Italien, September 1990. S. 68–90, World Scientific, Singapur, 1991; (Kosmologische Konstante)
- Rafael D. Sorkin: Forks in the Road, on the Way to Quantum Gravity. Vortrag. Konferenz: Directions in General Relativity. College Park, Maryland, Mai 1993; Int. J. Th. Phys., Band 36, S. 2759–2781,1997. arXiv:gr-qc/9706002. (Kosmologische Konstante)
- Rafael D. Sorkin: Discrete Gravity; Serie von Vorlesungen zum First Workshop on Mathematical Physics and Gravitation. Oaxtepec, Mexico. Dezember 1995 (unveröffentlicht); (Kosmologische Konstante)
- Rafael D. Sorkin: Big extra dimensions make Lambda too small. arXiv:gr-qc/0503057v1. (Kosmologische Konstante)
- Rafael D. Sorkin: Is the cosmological "constant" a nonlocal quantum residue of discreteness of the causal set type? In: Proceedings of the PASCOS-07 Conference, Juli 2007. Imperial College London. arXiv:0710.1675. (Kosmologische Konstante)
- Joe Zuntz: The CMB in a Causal Set Universe. 19. November 2007. arXiv:0711.2904. (CMB)

Lorentz- und Poincaré-Invarianz, Phänomenologie
- Luca Bombelli, Joe Henson, Rafael D. Sorkin: Discreteness without symmetry breaking: a theorem. 1. Mai 2006. arXiv:gr-qc/0605006v1. (Lorentzinvarianz, Sprinkling)
- H. Fay Dowker, Joe Henson, Rafael D. Sorkin: Quantum gravity phenomenology, Lorentz invariance and discreteness. In:  Mod. Phys. Lett. A, Band 19, 2004, S. 1829–1840. arXiv:gr-qc/0311055v3. (Lorentzinvarianz, Phänomenologie, Swerves)
- H. Fay Dowker, Joe Henson, Rafael D. Sorkin: Discreteness and the transmission of light from distant sources. Stand: 7. Oktober 2010. arXiv:1009.3058 (Kohärenz von Licht, Phänomenologie)
- Joe Henson: Macroscopic observables and Lorentz violation in discrete quantum gravity. 10. April 2006. arXiv:gr-qc/0604040v1; (Lorentzinvarianz, Phänomenologie)
- Nemanja Kaloper, David Mattingly: Low energy bounds on Poincaré violation in causal set theory. In: Phys. Rev. D, Band 74, 2006. S. 106001. arXiv:astro-ph/0607485 (Poincaréinvariance, Phänomenologie)
- David Mattingly: Causal sets and conservation laws in tests of Lorentz symmetry. In: Phys. Rev. D, Band 77, 2008, S. 125021. arXiv:0709.0539 (Lorentzinvarianz, Phänomenologie)
- Lydia Philpott, H. Fay Dowker, Rafael D. Sorkin: Energy-momentum diffusion from spacetime discreteness. Stand: 25. November 2009. arXiv:0810.5591 (Swerves, Phänomenologie)

Entropie in der Kausalmengentheorie (Schwarze Löcher)
- Djamel Dou, Rafael D. Sorkin: Black Hole Entropy as Causal Links. In: Fnd. of Phys, Band 33, Nr. 2, February 2003, S. 279-296. doi:10.1023/A:1023781022519, arXiv:gr-qc/0302009v1 (Entropie eines Schwarzen Lochs)
- David P. Rideout, Stefan Zohren: Counting entropy in causal set quantum gravity. In:  ads: The Eleventh Marcel Grossmann Meeting, September 2008, doi:10.1142/9789812834300_0521. arXiv:gr-qc/0612074v1; (Entropie eines Schwarzen Lochs)
- David P. Rideout, Stefan Zohren: Evidence for an entropy bound from fundamentally discrete gravity. In:  Class. Quantum Grav., Band 23, 2006, S. 6195-6213; arXiv:gr-qc/0606065v2 (Black hole entropy)
- Benjamin F. Dribus: Entropic Phase Maps in Discrete Quantum Gravity. In: MDPI Entrpy, Band 19, Nr. 7, 30. June 2017, S. 322, Special Issue Quantum Information and Foundations; doi:10.3390/e19070322. (Entropie, Gerichtete Mengen)

Lokalität und Quantenfeldtheorie
- Geoffrey Hemion: A discrete geometry: speculations on a new framework for classical electrodynamics. In: Int. J. Theor. Phys., Band 27, Oktober 1988, S. 1145–1255, doi:10.1007/BF00670680  (Klassische Elektrodynamic)
- Steven Johnston: Particle propagators on discrete spacetime. In: Class. Quantum Grav., Band 25, Nr. 202001. arXiv:0806.3083 (Quantenfeldtheorie)
- Steven Johnston: The Feynman propagator for a Free Scalar Field on a Causal Set. In: APS: Phys. Rev. Lett., Band 103, Nr. 180401, 2009. arXiv:0909.0944. (Quantenfeldtheorie)
- Rafael D. Sorkin: Does Locality Fail at Intermediate Length-Scales. In: Daniele Oriti (Hrsg.): Towards Quantum Gravity, Cambridge University Press, 2007. arXiv:gr-qc/0703099v1. (d'D’Alembert-Operator, Localität)
- Roman Sverdlov, Luca Bombelli: Gravity and Matter in Causal Set Theory. Stand: 13. Juli 2008. arXiv:0801.0240.
- Roman Sverdlov: A Geometrical Description of Spinor Fields. Stand: 5. August 2008. arXiv:0802.1914.
- Roman Sverdlov: Bosonic Fields in Causal Set Theory. Stand: 3. April 2021. arXiv:0807.4709.
- Roman Sverdlov: Gauge Fields in Causal Set Theory. 13. Juli 2008. arXiv:0807.2066.
- Roman Sverdlov: Spinor fields in Causal Set Theory. 21. August 2008. arXiv:0808.2956.

Kausalmengen-Dynamik
- Maqbool Ahmed, David P. Rideout: Indications of de Sitter Spacetime from Classical Sequential Growth Dynamics of Causal Sets. Stand: 25 Nov 2009. arXiv:0909.4771.
- Avner Ash, Patrick McDonald: Moment Problems and the Causal Set Approach to Quantum Gravity. In: J. Math. Phys., Band 44, Nr. 4, 2003, S. 1666-1678; doi:10.1063/1.1519668, Epub 20. März 2003. arXiv:gr-qc/0209020.
- Avner Ash, Patrick McDonald: Random partial orders, posts, and the causal set approach to discrete quantum gravity. In: J. Math. Phys. Band 46, 2005, S. 062502. (Analyse einer Anzahl von Posts zum Wachstumsprozess)
- Dionigi M. T. Benincasa, H. Fay Dowker: The Scalar Curvature of a Causal Set. In: Phys. Rev. Lett., Band 104, 6. Mai 2010, S. 181301. doi:10.1103/PhysRevLett.104.181301, arXiv:1001.2725. (Skalare Krümmung)
- Graham Brightwell, Malwina Łuczak: Order-invariant Measures on Causal Sets. Stand: 21. September 2011.  arXiv:0901.0240. (Maße auf Kausalmengen)
- Graham Brightwell, Malwina Łuczak: Order-invariant Measures on Fixed Causal Sets. Stand: 29. Januar 2012. arXiv:0901.0242. (Maße auf Kausalmengen)
- Graham Brightwell, H. Fay Dowker, R.S. Garcia, Joe Henson, Rafael D. Sorkin: General covariance and the "problem of time" in a discrete cosmology'. In: K. Bowden (hrsg.): Correlations: Proceedings of the ANPA 23 conference, 16.–21. August 2001, Cambridge, England, 2002, S. 1–17. Alternative Natural Philosophy Association. arXiv:gr-qc/0202097; (Kosmologie, Dynamik, Observablen)
- Graham Brightwell, H. Fay Dowker, Raquel S. Garcia, Joe Henson, Rafael D. Sorkin: "Observables" in causal set cosmology. In: Phys. Rev. D, Band  67, 2003, S. 084031. arXiv:gr-qc/0210061. (Kosmologie, Dynamik, Observablen)
- Graham Brightwell, Joe Henson, Sumati Surya: A 2D model of Causal Set Quantum Gravity: The emergence of the continuum. arXiv:0706.0375; (Quantendynamik, Toy Model)
- Graham Brightwell, Nicholas Georgiou: Continuum limits for classical sequential growth models. University of Bristol, 26. Januar 2009. Memento im Webarchiv vom 12. März 2011. (Dynamik)
- Adriana Criscuolo, Henri Waelbroeck: Causal Set Dynamics: A Toy Model. In: Class. Quantum Grav., Band 16, 1999, S. 1817-1832. arXiv:gr-qc/9811088. (Quantendynamics, Toy Model)
- H. Fay Dowker, Sumati Surya: Observables in extended percolation models of causal set cosmology. In: Class. Quantum Grav., Band 23, 2006, S. 1381-1390. arXiv:gr-qc/0504069v1. (Kosmologie, Dynamik,  Observablen)
- Manfred Droste: universal homogeneous causal sets. In: J. Math. Phys., Band 46, 2005, S. 122503. arXiv:gr-qc/0510118; (In der Vergangenheit endliche Kausalmengen)
- Joe Henson, David P. Rideout, Rafael D. Sorkin, Sumati Surya: Onset of the Asymptotic Regime for (Uniformly Random) Finite Orders. In: Experimental Mathematics, Band 26, Nr. 3, 2017, S. 253-266; doi:10.1080/10586458.2016.1158134, Epub 12. August 2016. (Kosmologie, Dynamik)
- Alexey L. Krugly: Causal Set Dynamics and Elementary Particles. In: Int. J. Theo. Phys. Band 41, Nr. 1, Januar 2002, S. 1–37; doi:10.1023/A:1013273214769. (Quantendynamik)
- Xavier Martin, Denjoe O'Connor, David P. Rideout, Rafael D. Sorkin: On the “renormalization” transformations induced by cycles of expansion and contraction in causal set cosmology. In: Phys. Rev. D. Band 63, 2001, S. 084026. arXiv:gr-qc/0009063. (Kosmologie, Dynamik)
- David A. Meyer: Spacetime Ising models. UCSD Preprint Mai 1993. (Quantendynamik)
- David A. Meyer: Why do clocks tick? In: General Relativity and Gravitation. Band 25, Nr. 9, September 1993, ISSN 1572-9532, S. 893–900, doi:10.1007/BF00759191 (Quantendynamik).
- Ioannis Raptis: Quantum Space-Time as a Quantum Causal Set. Stand: 1. Juni 2002. arXiv:gr-qc/0201004v8.
- David P. Rideout, Rafael D. Sorkin: A classical sequential growth dynamics for causal sets. In: Phys. Rev. D, Band 6, 2000, S. 024002. arXiv:gr-qc/9904062. (Kosmologie, Dynamik)
- David P. Rideout, Rafael D. Sorkin: Evidence for a continuum limit in causal set dynamics. In: Phys. Rev. D, Band 63, 2001, S. 104011. arXiv:gr-qc/0003117. (Kosmologie, Dynamik)
- Rafael D. Sorkin: Indications of causal set cosmology. In: Int. J. Theor. Ph., Band 39, Nr. 7, 2000, S. 1731-1736. arXiv:gr-qc/0003043. (Kosmologie, Dynamik)
- Rafael D. Sorkin: Relativity theory does not imply that the future already exists: a counterexample. In: Vesselin Petkov (Hrsg.): Relativity and the Dimensionality of the World. Springer 2007. arXiv:gr-qc/0703098v1. (Dynamik, Philosophie)
- Madhavan Varadarajan, David P. Rideout: A general solution for classical sequential growth dynamics of Causal Sets. In: Phys. Rev. D, Band 73, 2006, S. 104021. arXiv:gr-qc/0504066v3. (Kosmologie, Dynamik)
- Khoshbin-e-Khoshnazar Mohammad Reza: Binding Energy of the Very Early Universe: Abandoning Einstein for a Discretized Three–Torus Poset.A Proposal on the Origin of Dark Energy. In: Gravitation and Cosmology. 19. Jahrgang, Nr. 2, 2013, S. 106–113, doi:10.1134/s0202289313020059, bibcode:2013GrCo...19..106K (englisch). (Dynamik, Halbordnung)